# (4130) Ramanujan
(4130) Ramanujan ist ein Hauptgürtelasteroid, der am 17. Februar 1988 vom indischen Astronomen Rajgopalan Rajamohan am Vainu-Bappu-Observatorium (Sternwarten-Code 220) des Indian Institute of Astrophysics im indischen Bundesstaat Tamil Nadu entdeckt wurde.
Der Asteroid gehört zur Eos-Familie, einer Gruppe von Asteroiden, welche typischerweise große Halbachsen von 2,95 bis 3,1 AE aufweisen, nach innen begrenzt von der Kirkwoodlücke der 7:3-Resonanz mit Jupiter, sowie Bahnneigungen zwischen 8° und 12°. Die Gruppe ist nach dem Asteroiden (221) Eos benannt. Es wird vermutet, dass die Familie vor mehr als einer Milliarde Jahren durch eine Kollision entstanden ist.
(4130) Ramanujan wurde nach dem indischen Mathematiker S. Ramanujan (1887–1920) benannt.